# 9e étape du Tour de France 2024
Pour un article plus général, voir Tour de France 2024.
La 9e étape du Tour de France 2024 se déroule le dimanche 7 juillet 2024 sur une boucle autour de Troyes dans l'Aube, sur une distance de 199 kilomètres.

## Parcours
À l'instar des Strade Bianche, du Tro Bro Leon, de Paris-Tours ou encore de la 4e étape du Tour de France Femmes 2022, l'étape comprend des secteurs de routes blanches appelées aussi localement chemins de vignes, des chemins non asphaltés susceptibles d'être poussiéreux ou glissants suivant les conditions atmosphériques. Ces secteurs sont au nombre de quatorze, numérotés dans l'ordre décroissant (comme pour les secteurs pavés), et totalisent 32,2 kilomètres pour cette étape longue de 199 kilomètres :
- secteur no 14 : le chemin blanc de Bligny à Bergères (km 47,3), 2 000 m,
- secteur no 13 : le chemin blanc de Baroville (km 67), 1 200 m,
- secteur no 12 : le chemin blanc des Hautes Forêts (km 96,8), 1 500 m,
- secteur no 11 : le chemin blanc de Polisy à Celles-sur-Ource (km 105,2), 3 400 m,
- secteur no 10 : le chemin blanc de Loches-sur-Ource à Chacenay (km 118,6), 4 200 m,
- secteur no 9 : le chemin blanc du plateau de la côte des Bar (km 131,9), 2 200 m,
- secteur no 8 : le chemin blanc de Thieffrain à Magnant (km 140,8), 3 900 m,
- secteur no 7 : le chemin blanc de Briel-sur-Barse (km 151,9), 2 200 m,
- secteur no 6 : le chemin blanc du ru de Paradis (km 165,7), 1 200 m,
- secteur no 5 : le chemin blanc de Fresnoy-le-Château à Clérey (km 169), 1 800 m,
- secteur no 4 : le chemin blanc des Verrières (km 175), 1 500 m,
- secteur no 3 : le chemin blanc de Daudes (km 178), 1 900 m,
- secteur no 2 : le chemin blanc de Montaulin à Rouilly-Saint-Loup (km 182,3), 2 200 m,
- secteur no 1 : le chemin blanc de Saint-Parres-aux-Tertres (km 189,4). 3 000 m.

Onze de ces quatorze secteurs sont situés dans la seconde moitié du parcours. La dernière section de routes blanches, celle de Saint-Parres-aux-Tertres, longue de 3 000 m, se termine à moins de sept kilomètres de l'arrivée à Troyes, la ville située la plus au nord du Tour de France 2024. Cette étape vallonnée comprend aussi quatre côtes reprises en 4e catégorie franchies durant les deux premiers tiers de l'étape dont deux se situent sur les secteurs de chemins blancs nos 11 et 10.

## Déroulement de la course
Une échappée de dix coureurs se forme à 156 kilomètres de l'arrivée, soit quelques kilomètres avant l'entrée sur le premier chemin blanc (secteur no 14). Un peu plus tard, ils sont douze en tête : Derek Gee, Javier Romo, Maxim Van Gils, Jasper Stuyven, Neilson Powless, Alexey Lutsenko, Oier Lazkano, Gianni Vermeersch, Anthony Turgis, Elmar Reinders, Alex Aranburu et Axel Zingle. À 120 kilomètres du terme, Tom Pidcock et Ben Healy rejoignent le groupe de tête. 
Depuis le peloton maillot jaune, Tadej Pogačar tente une accélération à 89 kilomètres de l'arrivée mais sans réussir à creuser un écart puis c'est au tour de Remco Evenepoel de profiter d'un secteur de chemin blanc en montée pour placer une attaque à 77 kilomètres du terme mais Pogačar et Jonas Vingegaard reviennent sur lui. Le trio rattrape le groupe de tête. Toutefois, Vingegaard ne voulant pas collaborer, le trio se laisse distancer de la tête de course et est repris par le peloton. À 42 kilomètres de l'arrivée, le champion du monde Mathieu van der Poel part en contre-attaque derrière le groupe de tête, accompagné par six hommes dont le maillot vert Biniam Girmay. À ce moment, le groupe de tête ne compte plus que huit unités : Derek Gee, Ben Healy, Javier Romo, Tom Pidcock, Alex Aranburu, Alexey Lutsenko, Jasper Stuyven et Anthony Turgis.
Dans le peloton maillot jaune, Pogačar place une nouvelle attaque à 21 kilomètres du but mais ses adversaires au classement général finissent par revenir sur lui. Le groupe van der Poel-Girmay ne parvient pas à combler l'écart sur le groupe de tête qui va se disputer la victoire. À 10 kilomètres du terme, Jasper Stuyven attaque et prend une dizaine de secondes d’avance sur ses compagnons d'échappée mais ceux-ci le reprennent aux 800 mètres. Le sprint est remporté par Anthony Turgis devant Tom Pidcock. Biniam Girmay règle le sprint du groupe van der Poel à 1 min 17 s tandis que le peloton fort d'une cinquantaine de coureurs dont les principaux favoris pointe à 1 min 46 s.

## Résultats
Cette section présente les résultats et prix obtenus au cours de l'étape.

### Classement de l'étape
| Classement de la 9e étape | Classement de la 9e étape | Classement de la 9e étape | Classement de la 9e étape | Classement de la 9e étape |
|                           | Coureur                   | Pays                      | Équipe                    | Temps                     |
| ------------------------- | ------------------------- | ------------------------- | ------------------------- | ------------------------- |
| 1er                       | Anthony Turgis            | France                    | TotalEnergies             | en 4 h 19 min 43 s        |
| 2e                        | Tom Pidcock               | Royaume-Uni               | Ineos Grenadiers          | + 0 s                     |
| 3e                        | Derek Gee                 | Canada                    | Israel-Premier Tech       | + 0 s                     |
| 4e                        | Alex Aranburu             | Espagne                   | Movistar Team             | + 0 s                     |
| 5e                        | Ben Healy                 | Irlande                   | EF Education-EasyPost     | + 0 s                     |
| 6e                        | Alexey Lutsenko           | Kazakhstan                | Astana Qazaqstan Team     | + 0 s                     |
| 7e                        | Javier Romo               | Espagne                   | Movistar Team             | + 12 s                    |
| 8e                        | Jasper Stuyven            | Belgique                  | Lidl-Trek                 | + 18 s                    |
| 9e                        | Biniam Girmay             | Érythrée                  | Intermarché-Wanty         | + 1 min 17 s              |
| 10e                       | Michael Matthews          | Australie                 | Team Jayco AlUla          | + 1 min 17 s              |
| modifier                  |                           |                           |                           |                           |

### Bonifications en temps
|   | Coureur        | Pays        | Équipe              | Secondes |
| - | -------------- | ----------- | ------------------- | -------- |
| 1 | Anthony Turgis | France      | TotalEnergies       | 10 s     |
| 2 | Tom Pidcock    | Royaume-Uni | Ineos Grenadiers    | 6 s      |
| 3 | Derek Gee      | Canada      | Israel-Premier Tech | 4 s      |

### Points attribués
| Sprint intermédiaire Fontette (km 83,5) | Sprint intermédiaire Fontette (km 83,5) | Sprint intermédiaire Fontette (km 83,5) | Sprint intermédiaire Fontette (km 83,5) | Sprint intermédiaire Fontette (km 83,5) |
| --------------------------------------- | --------------------------------------- | --------------------------------------- | --------------------------------------- | --------------------------------------- |
|                                         | Coureur                                 | Pays                                    | Équipe                                  | Point(s)                                |
| 1er                                     | Anthony Turgis                          | France                                  | TotalEnergies                           | 20                                      |
| 2e                                      | Javier Romo                             | Espagne                                 | Movistar Team                           | 17                                      |
| 3e                                      | Oier Lazkano                            | Espagne                                 | Movistar Team                           | 15                                      |
| 4e                                      | Gianni Vermeersch                       | Belgique                                | Alpecin-Deceuninck                      | 13                                      |
| 5e                                      | Tom Pidcock                             | Royaume-Uni                             | Ineos Grenadiers                        | 11                                      |
| 6e                                      | Alex Aranburu                           | Espagne                                 | Movistar Team                           | 10                                      |
| 7e                                      | Maxim Van Gils                          | Belgique                                | Lotto Dstny                             | 9                                       |
| 8e                                      | Axel Zingle                             | France                                  | Cofidis                                 | 8                                       |
| 9e                                      | Alexey Lutsenko                         | Kazakhstan                              | Astana Qazaqstan Team                   | 7                                       |
| 10e                                     | Ben Healy                               | Irlande                                 | EF Education-EasyPost                   | 6                                       |
| 11e                                     | Jasper Stuyven                          | Belgique                                | Lidl-Trek                               | 5                                       |
| 12e                                     | Derek Gee                               | Canada                                  | Israel-Premier Tech                     | 4                                       |
| 13e                                     | Jake Stewart                            | Royaume-Uni                             | Israel-Premier Tech                     | 3                                       |
| 14e                                     | Magnus Cort Nielsen                     | Danemark                                | Uno-X Mobility                          | 2                                       |
| 15e                                     | Stefan Küng                             | Suisse                                  | Groupama-FDJ                            | 1                                       |
| modifier                                |                                         |                                         |                                         |                                         |

| Arrivée d'étape Troyes (km 199) | Arrivée d'étape Troyes (km 199) | Arrivée d'étape Troyes (km 199) | Arrivée d'étape Troyes (km 199) | Arrivée d'étape Troyes (km 199) |
| ------------------------------- | ------------------------------- | ------------------------------- | ------------------------------- | ------------------------------- |
|                                 | Coureur                         | Pays                            | Équipe                          | Point(s)                        |
| 1er                             | Anthony Turgis                  | France                          | TotalEnergies                   | 50                              |
| 2e                              | Tom Pidcock                     | Royaume-Uni                     | Ineos Grenadiers                | 30                              |
| 3e                              | Derek Gee                       | Canada                          | Israel-Premier Tech             | 25                              |
| 4e                              | Alex Aranburu                   | Espagne                         | Movistar Team                   | 20                              |
| 5e                              | Ben Healy                       | Irlande                         | EF Education-EasyPost           | 18                              |
| 6e                              | Alexey Lutsenko                 | Kazakhstan                      | Astana Qazaqstan Team           | 16                              |
| 7e                              | Javier Romo                     | Espagne                         | Movistar Team                   | 14                              |
| 8e                              | Jasper Stuyven                  | Belgique                        | Lidl-Trek                       | 12                              |
| 9e                              | Biniam Girmay                   | Érythrée                        | Intermarché-Wanty               | 10                              |
| 10e                             | Michael Matthews                | Australie                       | Team Jayco AlUla                | 8                               |
| 11e                             | Mathieu van der Poel            | Pays-Bas                        | Alpecin-Deceuninck              | 6                               |
| 12e                             | Rasmus Tiller                   | Norvège                         | Uno-X Mobility                  | 5                               |
| 13e                             | Rui Costa                       | Portugal                        | EF Education-EasyPost           | 4                               |
| 14e                             | Jakob Fuglsang                  | Danemark                        | Israel-Premier Tech             | 3                               |
| 15e                             | David Gaudu                     | France                          | Groupama-FDJ                    | 2                               |
| modifier                        |                                 |                                 |                                 |                                 |

### Cols et côtes
| Côte de Bergères (km 51,7) 4e catégorie (1,7 km à 5,2 %) | Côte de Bergères (km 51,7) 4e catégorie (1,7 km à 5,2 %) | Côte de Bergères (km 51,7) 4e catégorie (1,7 km à 5,2 %) | Côte de Bergères (km 51,7) 4e catégorie (1,7 km à 5,2 %) | Côte de Bergères (km 51,7) 4e catégorie (1,7 km à 5,2 %) |
| -------------------------------------------------------- | -------------------------------------------------------- | -------------------------------------------------------- | -------------------------------------------------------- | -------------------------------------------------------- |
|                                                          | Coureur                                                  | Pays                                                     | Équipe                                                   | Point(s)                                                 |
| 1er                                                      | Gianni Vermeersch                                        | Belgique                                                 | Alpecin-Deceuninck                                       | 1                                                        |
| modifier                                                 |                                                          |                                                          |                                                          |                                                          |

| Côte de Baroville (km 69,6) 4e catégorie (2,8 km à 4,8 %) | Côte de Baroville (km 69,6) 4e catégorie (2,8 km à 4,8 %) | Côte de Baroville (km 69,6) 4e catégorie (2,8 km à 4,8 %) | Côte de Baroville (km 69,6) 4e catégorie (2,8 km à 4,8 %) | Côte de Baroville (km 69,6) 4e catégorie (2,8 km à 4,8 %) |
| --------------------------------------------------------- | --------------------------------------------------------- | --------------------------------------------------------- | --------------------------------------------------------- | --------------------------------------------------------- |
|                                                           | Coureur                                                   | Pays                                                      | Équipe                                                    | Point(s)                                                  |
| 1er                                                       | Alex Aranburu                                             | Espagne                                                   | Movistar Team                                             | 1                                                         |
| modifier                                                  |                                                           |                                                           |                                                           |                                                           |

| Côte de Val Frion (km 105,2) 4e catégorie (2,2 km à 5,0 %) | Côte de Val Frion (km 105,2) 4e catégorie (2,2 km à 5,0 %) | Côte de Val Frion (km 105,2) 4e catégorie (2,2 km à 5,0 %) | Côte de Val Frion (km 105,2) 4e catégorie (2,2 km à 5,0 %) | Côte de Val Frion (km 105,2) 4e catégorie (2,2 km à 5,0 %) |
| ---------------------------------------------------------- | ---------------------------------------------------------- | ---------------------------------------------------------- | ---------------------------------------------------------- | ---------------------------------------------------------- |
|                                                            | Coureur                                                    | Pays                                                       | Équipe                                                     | Point(s)                                                   |
| 1er                                                        | Alexey Lutsenko                                            | Kazakhstan                                                 | Astana Qazaqstan Team                                      | 1                                                          |
| modifier                                                   |                                                            |                                                            |                                                            |                                                            |

| Côte de Chacenay (km 121,2) 4e catégorie (3,0 km à 4,3 %) | Côte de Chacenay (km 121,2) 4e catégorie (3,0 km à 4,3 %) | Côte de Chacenay (km 121,2) 4e catégorie (3,0 km à 4,3 %) | Côte de Chacenay (km 121,2) 4e catégorie (3,0 km à 4,3 %) | Côte de Chacenay (km 121,2) 4e catégorie (3,0 km à 4,3 %) |
| --------------------------------------------------------- | --------------------------------------------------------- | --------------------------------------------------------- | --------------------------------------------------------- | --------------------------------------------------------- |
|                                                           | Coureur                                                   | Pays                                                      | Équipe                                                    | Point(s)                                                  |
| 1er                                                       | Tom Pidcock                                               | Royaume-Uni                                               | Ineos Grenadiers                                          | 1                                                         |
| modifier                                                  |                                                           |                                                           |                                                           |                                                           |

### Prix de la combativité
- Jasper Stuyven (Lidl-Trek)

## Classements à l'issue de l'étape
Cette section présente le classement général et les différents classements annexes à l'issue de l'étape.

### Classement général
| Classement général | Classement général | Classement général | Classement général      | Classement général  |
|                    | Coureur            | Pays               | Équipe                  | Temps               |
| ------------------ | ------------------ | ------------------ | ----------------------- | ------------------- |
| 1er                | Tadej Pogačar      | Slovénie           | UAE Team Emirates       | en 35 h 42 min 42 s |
| 2e                 | Remco Evenepoel    | Belgique           | Soudal Quick-Step       | + 33 s              |
| 3e                 | Jonas Vingegaard   | Danemark           | Team Visma-Lease a Bike | + 1 min 15 s        |
| 4e                 | Primož Roglič      | Slovénie           | Red Bull-Bora-Hansgrohe | + 1 min 36 s        |
| 5e                 | Juan Ayuso         | Espagne            | UAE Team Emirates       | + 2 min 16 s        |
| 6e                 | João Almeida       | Portugal           | UAE Team Emirates       | + 2 min 17 s        |
| 7e                 | Carlos Rodríguez   | Espagne            | Ineos Grenadiers        | + 2 min 31 s        |
| 8e                 | Mikel Landa        | Espagne            | Soudal Quick-Step       | + 3 min 35 s        |
| 9e                 | Derek Gee          | Canada             | Israel-Premier Tech     | + 4 min 2 s         |
| 10e                | Matteo Jorgenson   | États-Unis         | Team Visma-Lease a Bike | + 4 min 3 s         |
| modifier           |                    |                    |                         |                     |

| Classement par points | Classement par points | Classement par points | Classement par points | Classement par points |
| --------------------- | --------------------- | --------------------- | --------------------- | --------------------- |
|                       | Coureur               | Pays                  | Équipe                | Point(s)              |
| 1er                   | Biniam Girmay         | Érythrée              | Intermarché-Wanty     | 224 points            |
| 2e                    | Jasper Philipsen      | Belgique              | Alpecin-Deceuninck    | 128 pts               |
| 3e                    | Jonas Abrahamsen      | Norvège               | Uno-X Mobility        | 107 pts               |
| 4e                    | Anthony Turgis        | France                | TotalEnergies         | 96 pts                |
| 5e                    | Arnaud De Lie         | Belgique              | Lotto Dstny           | 92 pts                |
| 6e                    | Bryan Coquard         | France                | Cofidis               | 86 pts                |
| 7e                    | Arnaud Démare         | France                | Arkéa-B&B Hotels      | 73 pts                |
| 8e                    | Fernando Gaviria      | Colombie              | Movistar Team         | 73 pts                |
| 9e                    | Dylan Groenewegen     | Pays-Bas              | Team Jayco AlUla      | 71 pts                |
| 10e                   | Kévin Vauquelin       | France                | Arkéa-B&B Hotels      | 70 pts                |
| modifier              |                       |                       |                       |                       |

| Classement du meilleur grimpeur | Classement du meilleur grimpeur | Classement du meilleur grimpeur | Classement du meilleur grimpeur | Classement du meilleur grimpeur |
| ------------------------------- | ------------------------------- | ------------------------------- | ------------------------------- | ------------------------------- |
|                                 | Coureur                         | Pays                            | Équipe                          | Point(s)                        |
| 1er                             | Jonas Abrahamsen                | Norvège                         | Uno-X Mobility                  | 33 points                       |
| 2e                              | Tadej Pogačar                   | Slovénie                        | UAE Team Emirates               | 20 pts                          |
| 3e                              | Valentin Madouas                | France                          | Groupama-FDJ                    | 16 pts                          |
| 4e                              | Jonas Vingegaard                | Danemark                        | Team Visma-Lease a Bike         | 15 pts                          |
| 5e                              | Remco Evenepoel                 | Belgique                        | Soudal Quick-Step               | 12 pts                          |
| 6e                              | Stephen Williams                | Royaume-Uni                     | Israel-Premier Tech             | 10 pts                          |
| 7e                              | Carlos Rodríguez                | Espagne                         | Ineos Grenadiers                | 10 pts                          |
| 8e                              | Frank van den Broek             | Pays-Bas                        | Team dsm-firmenich PostNL       | 9 pts                           |
| 9e                              | Ion Izagirre                    | Espagne                         | Cofidis                         | 8 pts                           |
| 10e                             | Juan Ayuso                      | Espagne                         | UAE Team Emirates               | 8 pts                           |
| modifier                        |                                 |                                 |                                 |                                 |

| Classement général du meilleur jeune | Classement général du meilleur jeune | Classement général du meilleur jeune | Classement général du meilleur jeune | Classement général du meilleur jeune |
|                                      | Coureur                              | Pays                                 | Équipe                               | Temps                                |
| ------------------------------------ | ------------------------------------ | ------------------------------------ | ------------------------------------ | ------------------------------------ |
| 1er                                  | Remco Evenepoel                      | Belgique                             | Soudal Quick-Step                    | en 35 h 43 min 15 s                  |
| 2e                                   | Juan Ayuso                           | Espagne                              | UAE Team Emirates                    | + 1 min 43 s                         |
| 3e                                   | Carlos Rodríguez                     | Espagne                              | Ineos Grenadiers                     | + 1 min 58 s                         |
| 4e                                   | Matteo Jorgenson                     | États-Unis                           | Team Visma-Lease a Bike              | + 3 min 30 s                         |
| 5e                                   | Santiago Buitrago                    | Colombie                             | Bahrain Victorious                   | + 5 min 20 s                         |
| 6e                                   | Ben Healy                            | Irlande                              | EF Education-EasyPost                | + 6 min 42 s                         |
| 7e                                   | Javier Romo                          | Espagne                              | Movistar Team                        | + 11 min 6 s                         |
| 8e                                   | Ilan Van Wilder                      | Belgique                             | Soudal Quick-Step                    | + 16 min 6 s                         |
| 9e                                   | Tom Pidcock                          | Royaume-Uni                          | Ineos Grenadiers                     | + 16 min 8 s                         |
| 10e                                  | Maxim Van Gils                       | Belgique                             | Lotto Dstny                          | + 20 min 54 s                        |
| modifier                             |                                      |                                      |                                      |                                      |

| Classement par équipes | Classement par équipes  | Classement par équipes | Classement par équipes |
|                        | Équipe                  | Pays                   | Temps                  |
| ---------------------- | ----------------------- | ---------------------- | ---------------------- |
| 1re                    | UAE Team Emirates       | Émirats arabes unis    | en 107 h 13 min 1 s    |
| 2e                     | Soudal Quick-Step       | Belgique               | + 6 min 4 s            |
| 3e                     | Ineos Grenadiers        | Royaume-Uni            | + 6 min 45 s           |
| 4e                     | Red Bull-Bora-Hansgrohe | Allemagne              | + 7 min 41 s           |
| 5e                     | Movistar Team           | Espagne                | + 12 min 41 s          |
| 6e                     | Bahrain Victorious      | Bahreïn                | + 14 min 33 s          |
| 7e                     | Team Visma-Lease a Bike | Pays-Bas               | + 18 min 34 s          |
| 8e                     | EF Education-EasyPost   | États-Unis             | + 23 min 40 s          |
| 9e                     | Lidl-Trek               | États-Unis             | + 33 min 4 s           |
| 10e                    | Uno-X Mobility          | Norvège                | + 50 min 5 s           |
| modifier               |                         |                        |                        |

## Abandons
Aucun coureur n'a abandonné.